# Dana White's Contender Series
Dana White's Contender Series (DWCS), tidligere Dana White's Tuesday Night Contender Series, er et amerikanske MMA-promoterselskab grundlagt i 2017, der har hovedsæde i Las Vegas, USA. Selskabet er grundlagt med mål om at indfange talentfulde MMA-udøvere, ved at tilbyde dem, der til hver begivenhed laver de bedste optrædener, en kontrakt med Ultimate Fighting Championship (UFC). Organisationen er licenseret seperat fra UFC, og er officielt kørt af deres direktør og præsident, Dana White, seperat fra UFC-varemærket.
Alle DWCS-stævner afholdes i UFC's eget sportscenter i Las Vegas, kaldet UFC Apex, hvor mange UFC-stævner også produceres. Stævnerne tager sted hver tirsdag (PST) i en periode af 10 uger mellem sommeren og efteråret.
Dana White's Contender Series har efter sin 2024 sæson afholdt 79 stævner.

## Regler
DWCS' kampe følger de 'Unified Rules of Mixed Martial Arts', og selskabet benytter sig af et 8-sidet bur.

## UFC-mestre med DWCS-historik
Den følgende liste er af alle historiens UFC-mestre, der også har kæmpet for DWCS. Kamphistorik er formateret som 'Sejr-Tab-Uafgjort, No Contest'. Listen er sidst opdateret d. 11. maj 2025, efter UFC 315.
|  | Nuværende mester i UFC |

| Nr. | Kæmper               | UFC-vægtklasse | UFC-titelsejre | DWCS-historik |
| --- | -------------------- | -------------- | -------------- | ------------- |
| 1   | Jamahal Hill         | Letsværvægt    | 1              | 1-0-0         |
| 2   | Sean O'Malley        | Bantamvægt     | 2              | 1-0-0         |
| 3   | Jack Della Maddalena | Weltervægt     | 1              | 1-0-0         |

- Note 1: UFC-vægtklasse ræpresenterer kun den vægtklasse kæmperen var mester i.
- Note 2: UFC-titelsejre i parentes inkluderer midlertidige titler.